# کشمکش خوب

پوستر تبلیعاتی

کشمکش خوب (انگلیسی: The Good Fight) یک مجموعه درام حقوقی-سیاسی آمریکایی است که در سال ۲۰۱۷ منتشر شد. این مجموعه، اسپین‌آف و دنباله‌ای برای مجموعهٔ تلویزیونی همسر خوب است که پخش آن همچنان ادامه دارد.
این مجموعهٔ تلویزیونی، کنکاشی دربارهٔ مسائل سیاسی-اجتماعی روز نظیر راست‌گرایی آلترناتیو، جنبش من هم، قلدری رایانه‌ای، خبررسانی جعلی، حواشی و عواقب ریاست‌جمهوری دونالد ترامپ و ترفند پانزی است.

## گزیدهٔ بازیگران

### اصلی
- کریستین برنسکی
- رز لزلی
- کوش جومبو
- دلروی لیندو
- سارا استیل
- جاستین بارتا
- مایکل بوتمن
- آدرا مک‌دانلد
- مایکل شین
- زک گرینیر
- جان لاروکات
- مندی پتینکین

### دوره‌ای
- زاکاری بوث
- گری کول
- پل گویلفویل
- جین لینچ
- آندره‌آ مارتین
- تام مک‌گوان
- جان کامرون میچل
- متیو پری
- برنادت پیترز
- کری پرستون
- فیشر استیونس
- آلن آلدا
- مارگو مارتیندال
- تیم ماتسون
- کیشا شارپ
- کاترین شیندل
- هیو دنسی
- وین بردی
- واندا سایکس

### میهمان

#### فصل اول
- جری ادلر
- جین الکساندر
- بکی آن بیکر
- دیلن بیکر
- مارک لین-بیکر
- جیسن بیگز
- لوئیس گوست، جونیور
- جان بنجامین هیکی
- کریستین لاتی
- دنی اوهر
- کوین پولاک
- آرون تویت

#### فصل دوم
- اف. موری آبراهام
- اوبا باباتونده
- کریستین بورل
- مایک کولتر
- کرت فولر
- میمی گامر
- مگان هیلتی
- نیکی میشل جیمز
- جودیت لایت
- ریچارد ماسور
- بی‌بی نیوورتس
- راب راینر
- والاس شاون
- مت والش

#### فصل سوم
- تایتس برگس
- گری کار
- جین کرتین
- کتی فینران
- جینا گرشان
- شریل هاینز
- ریچارد کیند
- کتی ناجیمی

#### فصل چهارم
- لیندا ایمند
- رائول اسپارزا
- اریک کینگ
- لورین توسان

#### فصل پنجم
- استیون لانگ